# Temple de Cossonay
Le temple de Cossonay, également appelé église réformée Saint-Pierre et Saint-Paul est un lieu de culte protestant situé dans la commune de Cossonay, en Suisse. La paroisse est membre de l'Église évangélique réformée du canton de Vaud.

## Histoire
Plusieurs églises successives se sont succédé à la place qu'occupe actuellement le temple de Cossonay : un premier bâtiment au VIIIe siècle, puis un second au IXe siècle. Le bâtiment actuel, bien plus grand que ses prédécesseurs, est mentionné pour la première fois en 1096 et dédié aux saints Pierre et Paul. À la fin du XIe siècle, le seigneur Ulrich de Cossonay donne l'église de Cossonay au couvent de Romainmôtier, qui semble avoir établi ici un prieuré peu avant le milieu du XIIe siècle. Du XIIIe siècle à la Réforme, l'église relève du prieuré bénédictin de Lutry.

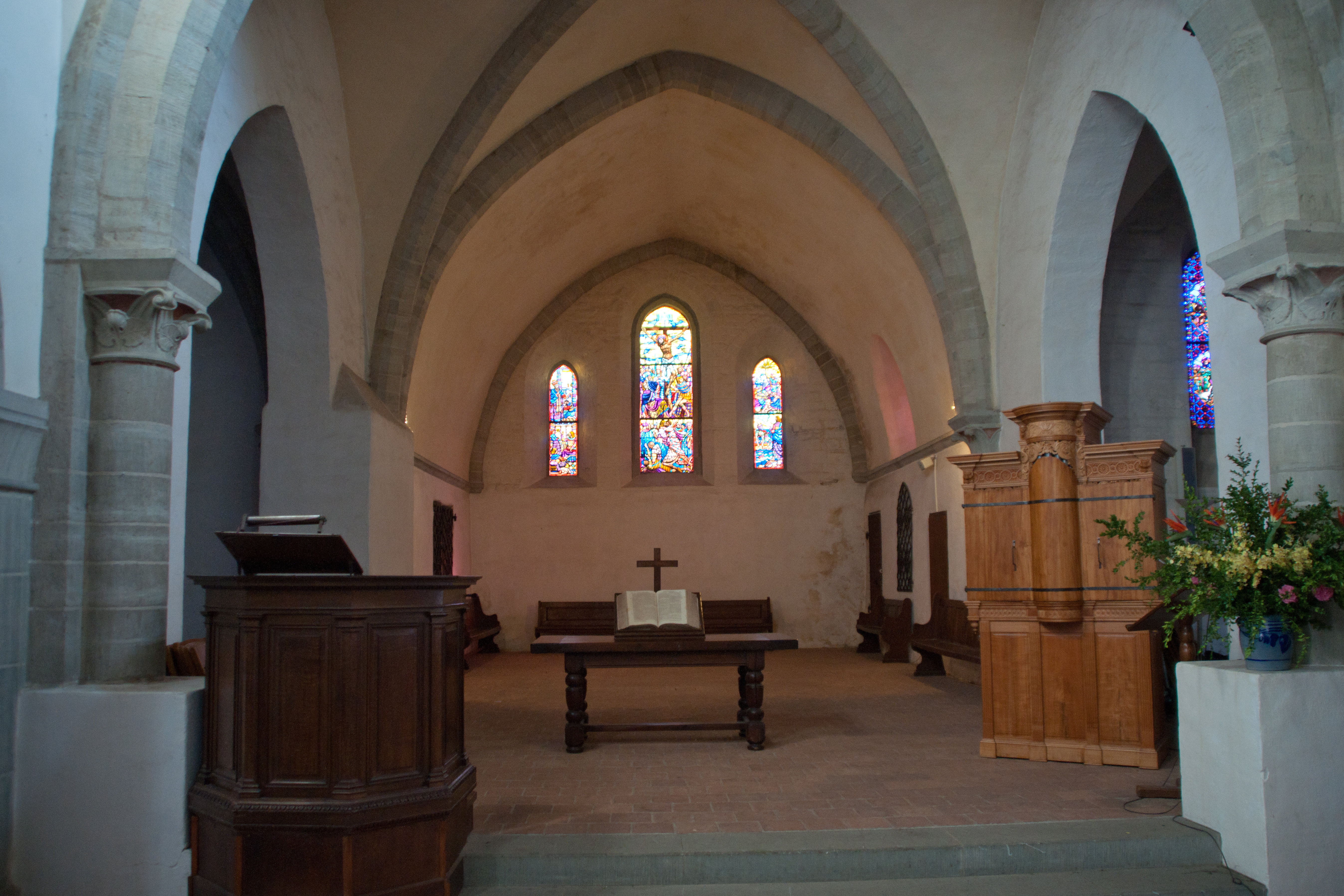
Cossonay - Chœur du Temple

Le chœur roman à trois absides a été remplacé vers 1250-1260 par un avant-chœur gothique évoquant un transept, prolongé d'un chœur rectangulaire d'influence cistercienne, tandis qu'on élevait vers la même époque la nef basilicale wikt:basilical (fr). Après un incendie en 1398, l'église subit une reconstruction partielle, y compris les colonnes de la nef, les voûtes d'ogives de la travée ouest du chœur et celles orientales du bas-côté nord.
Le clocher a été construit en 1407 sous la direction de Jean de Lilaz, à la fois prêtre et « maître du clocher ». Cette tour rappelle d'autres clochers vaudois à quatre tourelles d'angle (Saint-François à Lausanne, Saint-Martin à Vevey), qui tous renvoient à la tour sud-ouest de la cathédrale de Lausanne.
L'église est devenue temple protestant après la conquête bernoise et l'instauration de la Réforme protestante dans le canton. 
La façade ouest est reconstruite en 1712, tandis qu'en 1815-1816 on perce les portes et fenêtres en plein cintre des façades sud et nord. 
L'église a été restaurée à diverses reprises, notamment en 1856-1860, 1913-1914, 1921-1923 (avec importantes reconstructions et adjonction des porches à l'ouest et au sud), 1956 et 1974, parfois sur la base de fouilles effectuées sur place. 
Huit vitraux, œuvres du peintre verrier Louis Rivier, ont été réalisés en 1924-1928,.
L'orgue de chœur, construit par l'atelier Bertrand Cattiaux, a été financé par la fondation Aura Musicae grâce à des dons d'entreprises et de privés. Il date de 2010 et est une reconstitution d'un instrument du XVIIe siècle ,. Le grand orgue de tribune, également construit par Bertrand Cattiaux et riche de 24 jeux sur trois claviers et pédale, a été inauguré en 2020. 

Le temple, classé monument historique vaudois depuis 1900, est inscrit comme bien culturel suisse d'importance nationale depuis 1995,. 

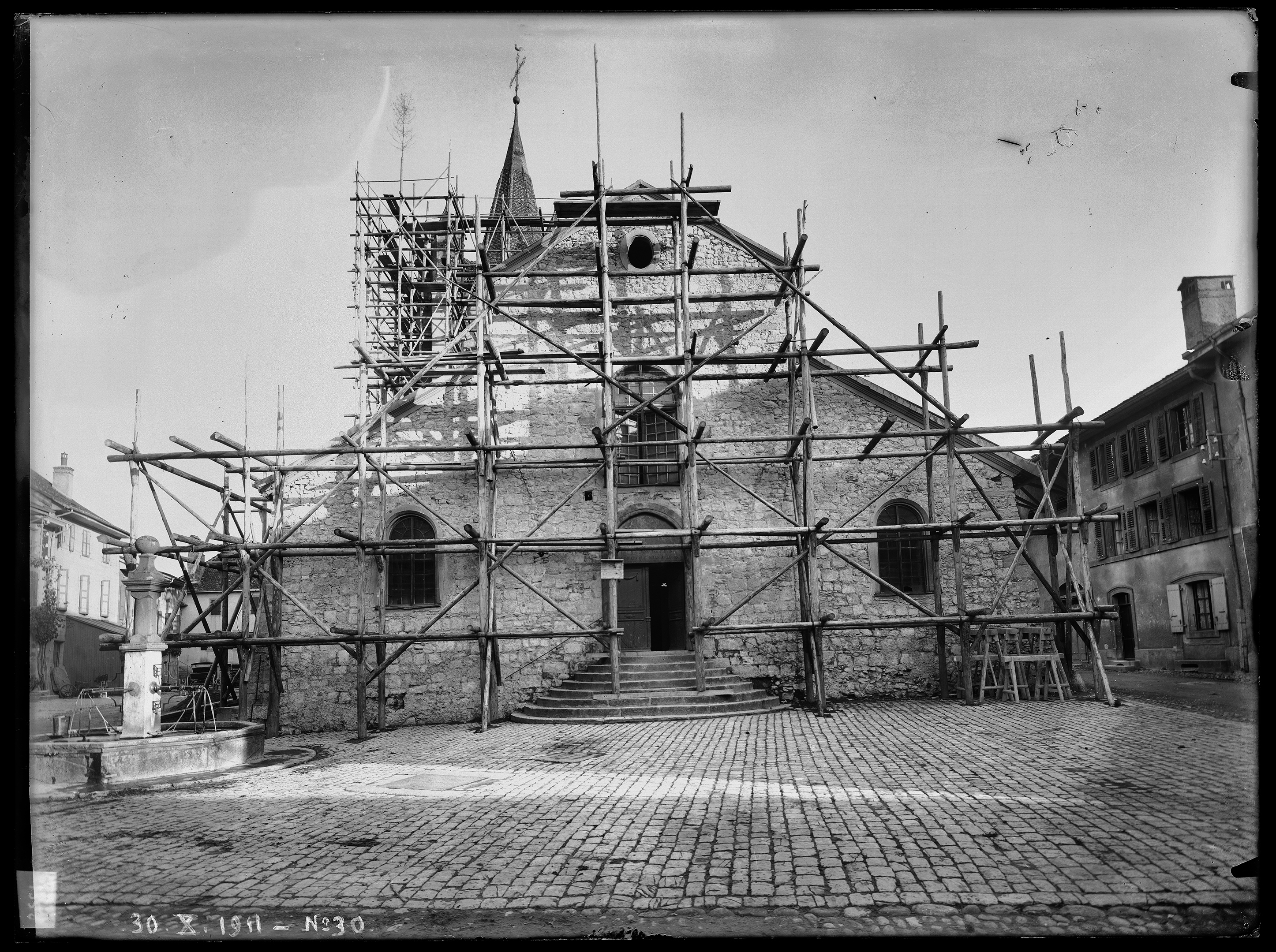
Temple de Cossonay en restauration, photographie par Eugène Würgler. 1911 (Archives cantonales vaudoises).
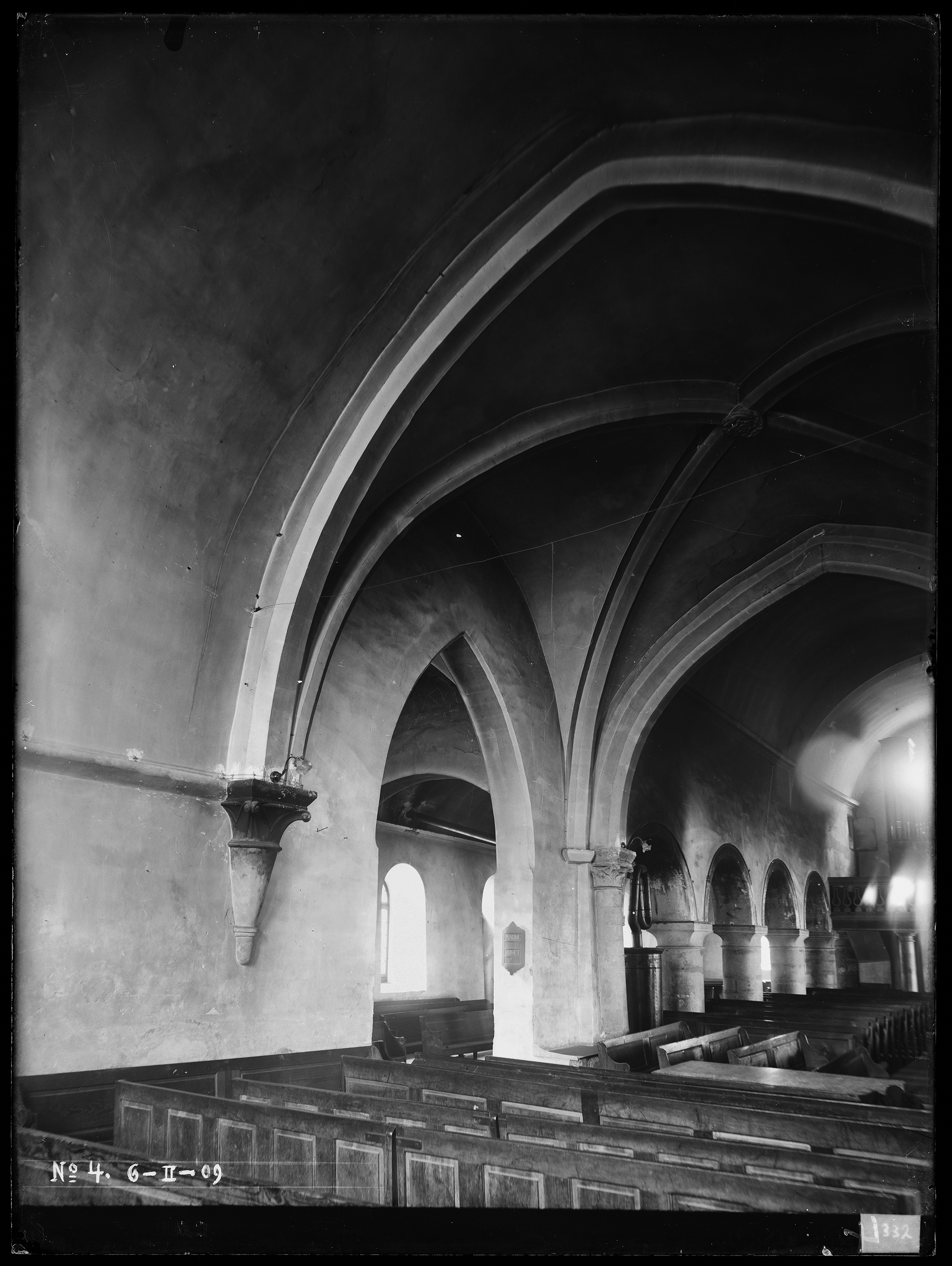
Vue intérieure, photographie par Eugène Würgler. 1909 (Archives cantonales vaudoises).
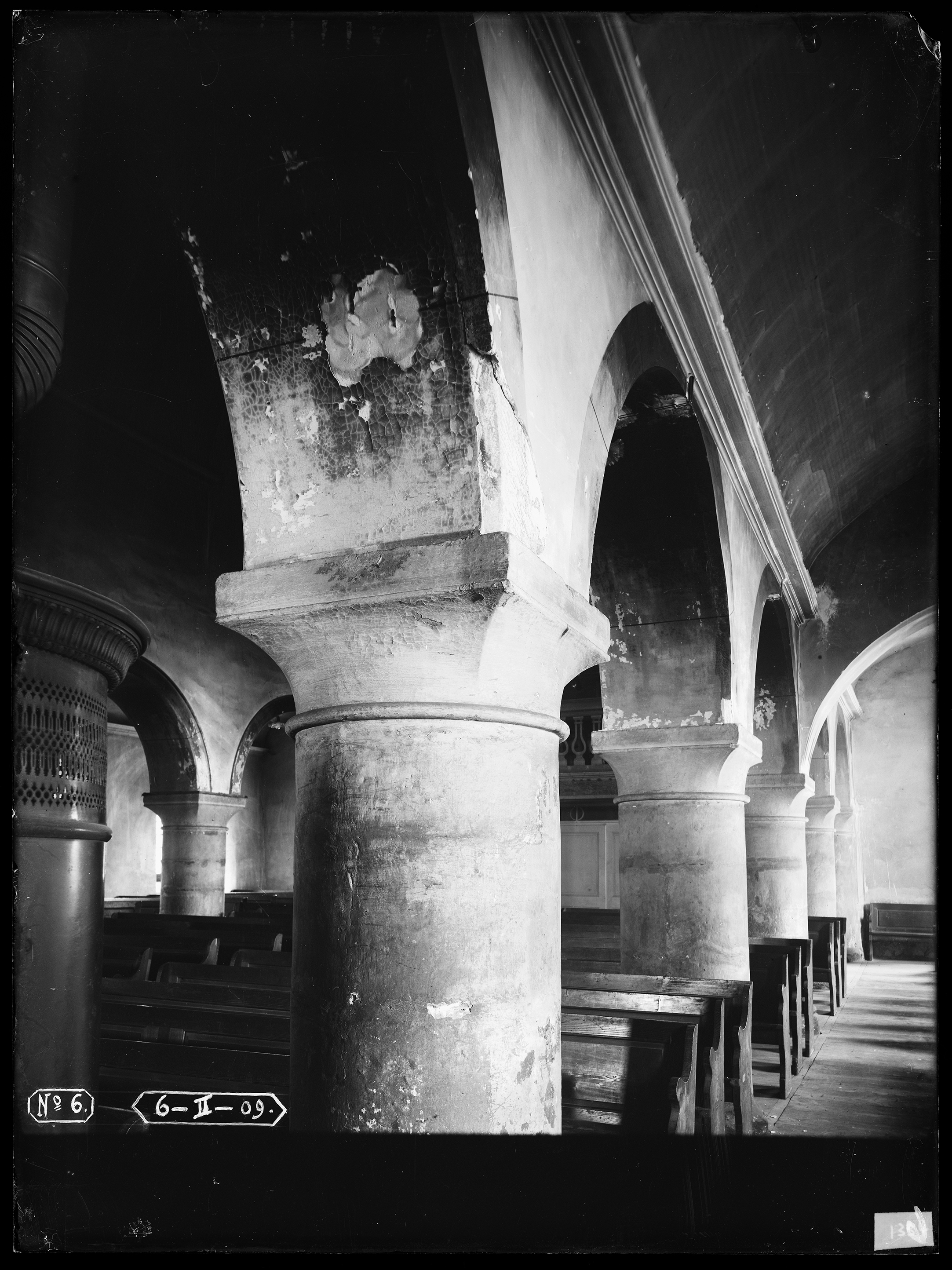
Détail des colonnes, photographie par Eugène Würgler. 1909 (Archives cantonales vaudoises).
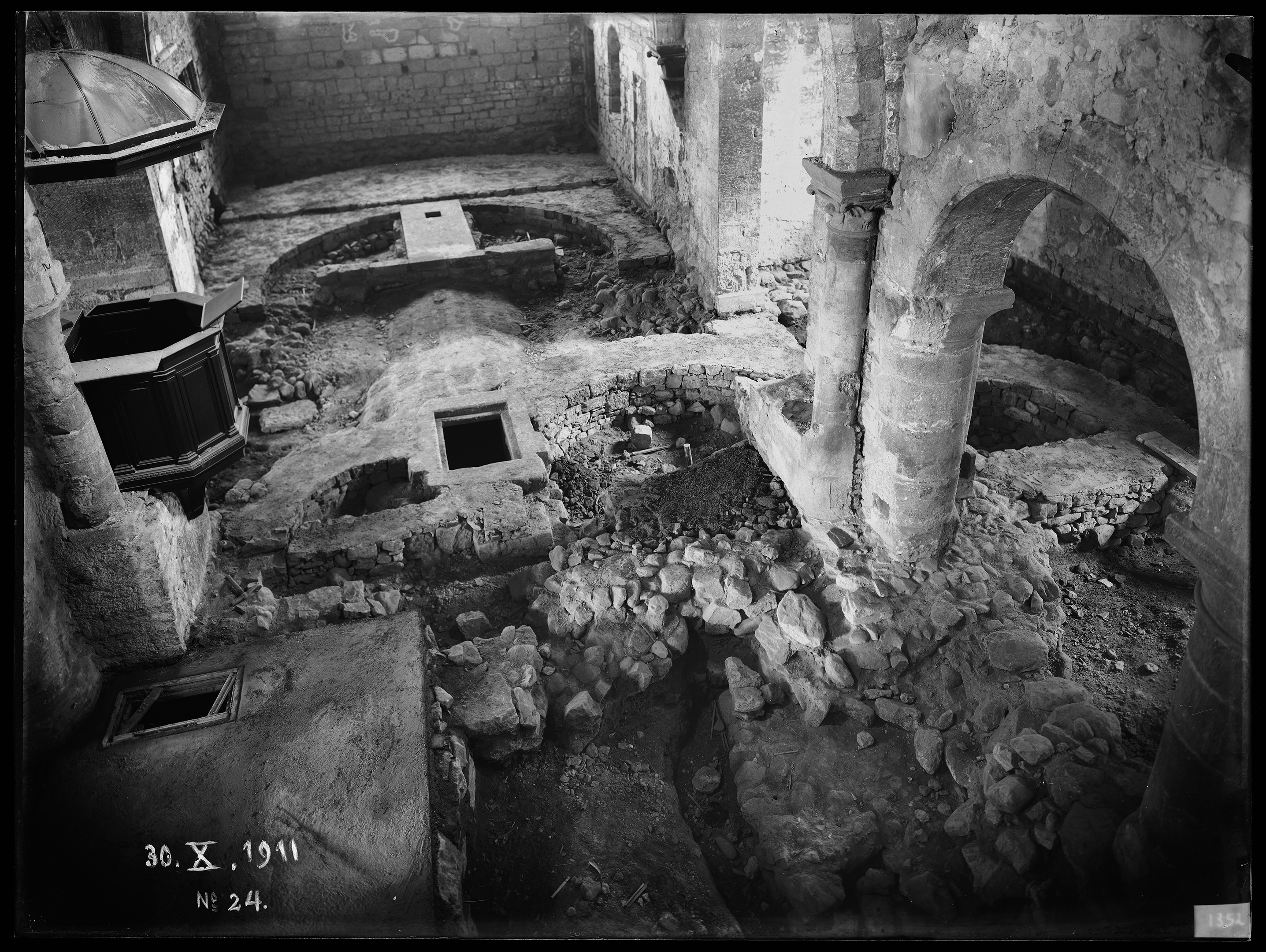
Vue générale des fouilles dans le chœur par Eugène Würgler. 1911 (Archives cantonales vaudoises).